# 상어 (2013년 드라마)
《상어》는 2013년 5월 27일부터 2013년 7월 30일까지 KBS 2TV에서 방영된 월화 미니시리즈이다. 작품의 개성이 강했다는 큰 호평을 얻어, 2013년 12월 열린 제 26회 한국방송작가상 드라마 부문 수상의 영예를 안았다.

## 등장인물

### 주요 인물
- 김남길 : 한이수 역 (아역 연준석)

한영만의 아들이며, 현재는 자이언트호텔 사장이다. 일본 이름으로는 요시무라 준(한국 이름 : 김준)이며, 요시무라 준이치로(한국 이름 : 김준일)의 양아들이다. 아버지에 대한 복수를 하기 위해 신분을 요시무라 준으로 바꾸고 한국으로 입국한 후 가야호텔과의 사업을 목적으로 접근하여 아버지에 대한 죽음을 하나하나 파헤쳐간다. 조상국의 정체가 천영보라는 사실을 밝히고 그가 가진 모든 것을 무너뜨리기 위한 복수극에 돌입한다. 하지만 복수과정에서 아버지의 악행과 비밀스런 과거가 드러나면서 고통받게 되고, 조상국의 사주로 인해 살해된다.
- 손예진 : 조해우 역 (아역 경수진)

가야호텔 회장의 딸이며, 후계자의 길을 거부하고 검사가 되어서 사건 추적에 매진한다. 정략 결혼으로 맺어진 부모의 불행을 보며 자라서 사랑에 대해 환멸과 불신을 가졌지만, 그래도 견딜 수 있었던 건 가야호텔 그룹 창업주인 조부 조상국 때문이었다. 철이 들면서부터 조부를 가장 존경하고 의지했으며, 가출을 결심했다가도 자신의 발목을 잡는 건 언제나 조부였다. 한이수가 죽은 줄로만 알고 그녀의 곁을 지켜왔던 준영과 결혼하면서 행복한 가정이 될 줄알았다. 하지만 한이수가 요시무라 준이라는 이름으로 나타나 '한이수 사고건'과 '한영만 사건'에 대한 힌트를 계속 던지자 이를 파헤치다가 자신이 그토록 존경했던 할아버지가 조상국이 아닌 천영보라는 사실이 드러나며 엄청난 배신감을 느낀다. 이후 한이수를 올바른 길로 인도하려 하지만 복수의 칼을 든 그를 막을 수 없다. 집안과 남편인 오준영, 그리고 가슴에 묻은 첫사랑 한이수 사이에서 갈등하게 된다.
- 하석진 : 오준영 역 (아역 노영학)

서울중앙지검장 오현식의 아들이자, 현재는 가야호텔 전략기획본부장이며, 키다리 아저씨처럼 조해우만 바라보는 순정남이다. 교통사고로 동생을 잃은 뒤 문제아가 되었지만, 학교 후배인 조해우를 짝사랑하게 되면서도 한이수와 해우의 사랑을 응원하는 입지적인 인물이다. 이수가 사고로 행방불명되자 해우와 결혼한다. 이수가 요시무라 준이라는 이름으로 다시 나타나 해우 주변을 흔들자 그녀의 든든한 버팀목이 되어준다. 하지만 자신의 아버지 오현식이 조상국의 사주에 의해 사고를 당하자 그 사건을 주동한 범인이 이수라고 오해하며 그에 대해 복수의 칼을 세운다. 하지만 후에 아버지 오현식에 의해 사건의 전모가 드러나며 갈등하게 되고 자신이 아닌 이수에게 마음이 기울어지는 해우 때문에 고통받게 된다.
- 이하늬 : 장영희 역

한이수의 비서이며 자이언트호텔 본부장이다. 한이수 몰래 요시무라 준이치로의 명령을 받아 한이수를 감시한다.

### 한이수의 가족
- 정인기 : 한영만 역

한이수의 아버지. 조상국의 운전기사이며, 배운 것도 없고 가진 것도 없지만 성실하고 착실하기로는 그를 따라갈 사람이 없다. 말수가 적고 책임감과 신의가 있는 선량한 성품을 지녔다. 과거 광주항쟁 때 특수전사령부 소속의 계엄군으로 진압작전에 참전한 경험이 있고, 후에는 남영동 대공분실 소속의 고문기술자로 일하며 그림자라는 별명으로 불렸다. 극 초반에 조상국의 사주로 사망한다.
- 남보라 : 한이현 역 (아역 : 안서현)

한이수의 여동생. 어렸을 적 아빠와 오빠를 한번에 잃었음에도 불구하고 변방진 형사(박원상 분) 내외 밑에서 밝게 자라난다.

### 한이수의 주변 인물
- 이재구 : 요시무라 준이치로 역

한이수의 양아버지이며 제일교포 2세. 일본에 있는 대형 야쿠자 조직의 보스이면서 준 인터내셔널의 회장이다. 복수를 위해 한이수를 거두어 키웠으며 자신의 양아들로까지 삼았다. 한이수를 요시무라 준이라는 이름으로 살게 하며 조상국 회장에 대한 복수를 꿈꾸지만, 자신은 정작 아무도 믿지 않는 냉혈한이다. 자신의 목적을 위해 이수를 이용하지만 아무도 그의 진짜 속내가 무엇인지 모른다. 아무도 신뢰하지 않지만 장영희(이하늬 분)만을 유일하게 믿는다.
- 이시언 : 김동수 역 (아역 : 오희준)

한이수의 옛 친구. 한이수가 직접 자신의 운전기사로 고용한다. 타고난 입방정으로 극 중에서 무거운 기분을 덜어주는 감초같은 역할.

### 조해우의 가족
- 이정길 : 조상국 역

가야호텔 창업주. 조해우의 조부이며 조의선의 아버지이다. 현재는 경영일선에서 물러나 은둔자처럼 생활하고 있으며 좋은 사람인 척 온화한 모습을 보이고 있지만 뒤로는 어마어마한 과거를 숨기고 막강한 권력을 행사하는 인물이다. 한국인이 존경하는 인물 여론조사에 항상 거론되지만 자신의 과거를 숨기기 위해서는 온갖 악행을 저지른다. 한이수의 최종 복수 대상이며 실은 과거 천영보라는 이름으로 많은 사람을 학살했던 범죄자이다. 조상국을 죽이고 조상국이 되어 정제계를 막론하며 과거 특전사 출신이며 대공분실 고문기술자까지 했었던 최병기(기국서 분)를 이용해 한영만을 살해하고 그 죽음에 대해 파헤치려는 이수와 끊임없는 대립을 펼치게 된다. 그 과정에서 자신의 추악한 과거가 드러나려하자 권력과 돈, 그리고 인맥을 동원해 이수를 막으려 한다.
- 김규철 : 조의선 역

가야호텔 회장이며 조해우의 아버지이자 조상국의 아들이며 유선영의 남편이다. 조상득이 경영일선에서 물러나자 회장직에 올랐으며 겉으로는 호탕하게 보이나 실상으로는 소심하고 열등감도 있다. 이화영과 내연관계이며 12년 후 한이수의 복수대상이 된다. 조상국 못지않게 비열한 성격과 잔인한 속물근성을 가지고 있다.
- 오현경 : 유선영 역

조해우의 어머니이자 조의선의 부인. 남편의 외도에 시달려 결국 집을 떠나게 된다.
- 정경순 : 박 여사 역

조씨네 일가의 가정부. 한영만이 잠시 조회장 가족들과 한 집에 살았을 때, 그를 짝사랑한다.

### 조해우의 주변 인물
- 박원상 : 변방진 역

강력계 형사. 12년전 한이수의 부친 한영만의 사망에 의문을 품고 수사했지만 이수가 행방불명 된 이후 한이현을 입양하여 키우는 정의감과 자상함을 동시에 겸비한 인물. 과거의 사건을 잊고 살아가던 어느 날 의문의 휴대전화 메시지를 받고 검사가 된 조해우와 함께 사건을 파헤치게 된다.
- 소희정 : 김영주 역

변방진의 아내. 아이를 낳을 수 없어 힘들어 하던 중 한이현을 입양하게 된다. 친어머니와 다를 것 없이 이현을 따뜻하게 보살펴준다.
- 이수혁 : 김수현/강수현 역

검찰수사관이며 해우를 도와 사건을 해결해 나가는 강력부 검찰수사관으로, 외모는 물론 모나지 않은 성격과 책임감 넘치는 면모로 주변 사람들의 두터운 신망을 자랑하는 인물.

### 오준영의 주변 인물
- 정원중 : 오현식 역

오준영의 아버지. 현재는 서울중앙지검장이며 일송회 회장이다. 최근에는 검찰총장 후보로 거론되어 있으며 지금의 그가 있기까지는 조상득의 도움이 컸다.

### 그 외
- 최덕문 : 강희수 역

역사학자이며 대학 시간강사이다. 광주항쟁에 참여해 끌려가서 고문을 받은 과거가 있다.
- 조재완 : 오동진 역

강력계 형사. 과거 정만철 형사(김민상 분)가 사수였다.
- 정애연 : 이화영 역

방송국 아나운서이자 조의선의 내연녀.
- 김민상 : 정만철 역

전직 강력계 형사. 과거 조의선의 뺑소니 사건을 덮으려 조의선과 거래한 적이 있다. 그 이후로도 계속 이 일을 들먹이며 조의선에게 돈을 요구한다. 한이수의 첫 번째 복수의 대상이 된다.
- 기국서 : 최병기 역

과거 특수전사령부 소속 광주항쟁 진압군으로 참천한 경력이 있는 경찰로, 경찰퇴직 이후 남영동 대공분실 고문기술자로 일했다. 한영만의 스승이며 조상국의 사주로 한영만을 살해했다. 치매에 걸린 아내와 미국에 유학가 있는 아들이 한 명이 있다.
- 윤희석
- 김민호
- 함진성 : 검찰 수사관 역

## 수상 경력
- 2013년 한국방송작가상 드라마 부문상 김지우
- 2013년 KBS 연기대상 청소년상 연준석
- 2013년 KBS 연기대상 신인상 경수진

## 시청률
아래의 파란색 숫자는 '최저 시청률'이고, 빨간색 숫자는 '최고 시청률'입니다. 시청률조사회사와 지역별로 시청률에 차이가 있을 수 있습니다.
| 2013년      | 2013년      | 2013년         | 2013년       | 2013년         | 2013년       |
| 회차        | 방송일      | TNmS 시청률    | TNmS 시청률  | AGB 시청률     | AGB 시청률   |
| 회차        | 방송일      | 대한민국(전국) | 서울(수도권) | 대한민국(전국) | 서울(수도권) |
| ----------- | ----------- | -------------- | ------------ | -------------- | ------------ |
| 제1회       | 5월 27일    | 7.3%           | 8.2%         | 8.2%           | 8.7%         |
| 제2회       | 5월 28일    | 7.0%           | 7.3%         | 6.7%           | 7.5%         |
| 제3회       | 6월 3일     | 6.5%           | 7.4%         | 6.7%           | 7.0%         |
| 제4회       | 6월 4일     | 7.5%           | 7.5%         | 7.3%           | 7.9%         |
| 제5회       | 6월 10일    | 7.4%           | 8.2%         | 8.8%           | 9.4%         |
| 제6회       | 6월 11일    | 8.0%           | 8.6%         | 8.5%           | 9.0%         |
| 제7회       | 6월 17일    | 6.9%           | 7.6%         | 7.9%           | 8.8%         |
| 제8회       | 6월 18일    | 6.2%           | 7.0%         | 6.9%           | 7.2%         |
| 제9회       | 6월 24일    | 7.5%           | 8.9%         | 7.8%           | 8.5%         |
| 제10회      | 6월 25일    | 7.4%           | 7.5%         | 7.0%           | 7.6%         |
| 제11회      | 7월 1일     | 9.4%           | 10.6%        | 9.4%           | 10.6%        |
| 제12회      | 7월 2일     | 9.7%           | 11.1%        | 10.3%          | 11.5%        |
| 제13회      | 7월 8일     | 9.9%           | 11.5%        | 9.4%           | 10.7%        |
| 제14회      | 7월 9일     | 10.6%          | 11.3%        | 10.4%          | 11.9%        |
| 제15회      | 7월 15일    | 9.6%           | 10.1%        | 10.5%          | 11.6%        |
| 제16회      | 7월 16일    | 10.5%          | 11.3%        | 9.8%           | 10.1%        |
| 제17회      | 7월 22일    | 9.8%           | 10.0%        | 9.7%           | 10.8%        |
| 제18회      | 7월 23일    | 10.0%          | 10.4%        | 9.8%           | 10.8%        |
| 제19회      | 7월 29일    | 9.3%           | 10.5%        | 8.4%           | 8.7%         |
| 제20회      | 7월 30일    | 10.3%          | 11.4%        | 10.7%          | 11.8%        |
| 평균 시청률 | 평균 시청률 | 8.5%           | 9.3%         | 8.7%           | 9.5%         |

## 사운드 트랙
2013년 5월 27일부터 보아, 정동하, 나윤권의 수록곡이 차례로 선공개되었다.
아래는 싱글앨범에 포함된 곡들이며, 정렬기준은 출시 순이다.

### '천국과 지옥 사이'
| #  | 제목                                                  | 작사   | 작곡   | 재생 시간 |
| -- | ----------------------------------------------------- | ------ | ------ | --------- |
| 1. | 〈천국과 지옥 사이 (Between Heaven And Hell)〉 (보아) | 김이나 | 김형석 | 3:44      |

### '슬픈 동화'
| #  | 제목                               | 작사           | 작곡   | 재생 시간 |
| -- | ---------------------------------- | -------------- | ------ | --------- |
| 1. | 〈슬픈 동화 (Sad Story)〉 (정동하) | 김형석, 양재선 | 김형석 | 4:13      |

### '몇 날 며칠'
| #  | 제목                    | 작사   | 작곡   | 재생 시간 |
| -- | ----------------------- | ------ | ------ | --------- |
| 1. | 〈몇 날 며칠〉 (나윤권) | 김이나 | 김형석 | 3:54      |

## 같이 보기
- 부활 : 2005년 6월 1일부터 2005년 8월 18일까지 KBS2에서 방영된 박찬홍 연출, 김지우 극본의 복수 시리즈의 첫 번째 드라마.
- 마왕 : 2007년 3월 21일부터 2007년 5월 24일까지 KBS2에서 방영된 박찬홍 연출, 김지우 극본의 복수 시리즈의 두 번째 드라마.
- 위기탈출 넘버원 : 2005년 7월 9일부터 2016년 4월 11일까지 KBS2에서 방영된 예능이다

## 경쟁 프로그램
- 구가의 서 (MBC, 2013년 4월 8일 ~ 2013년 6월 25일)
- 불의 여신 정이 (MBC, 2013년 7월 1일 ~ 2013년 10월 22일)
- 장옥정, 사랑에 살다 (SBS, 2013년 4월 8일 ~ 2013년 6월 25일)
- 황금의 제국 (SBS, 2013년 7월 1일 ~ 2013년 9월 17일)
- 무정도시 (JTBC, 2013년 5월 27일 ~ 2013년 8월 1일)